# Copa del Príncipe de voleibol 2018
La Copa del Príncipe es una competición que se disputa en el voleibol a lo largo de dos días en una misma sede. La competición se lleva disputando durante varios años, siendo esta la XI edición. En esta ocasión, el Pabellón Europa (Leganés, España) acogerá un torneo cuya organización corrió a cargo del Club Voleibol Leganés.

## Sistema de competición
La primera fase se lleva a cabo durante la primera ronda de la liga regular o Superliga 2. Los dos mejores clasificados de cada grupo de Superliga 2 serían los que tendrían una plaza en la competición. En caso de que el organizador no estuviera en estas posiciones, el peor segundo perdería su puesto en favor del club local.
Una vez dentro, los equipos juegan un torneo con formato de "Final Four" con semifinales y final. En las semifinales se enfrentan los primeros contra los segundos del otro grupo. Los finalistas se dan cita al día siguiente para conocer quién será el vencedor y por lo tanto el campeón de la competición oficial.

## Equipos participantes
Organizador:
· Club Voleibol Leganés
Equipos de esta edición:
· Club Voleibol Emevé
· Podes i Tales Manacor
· Universidad de Valladolid

## Cuadro de la Copa
|  | Semifinales | Semifinales             | Semifinales | Semifinales           | Semifinales | Semifinales | Semifinales |                     |    | Final | Final | Final | Final | Final | Final | Final |  |
|  |             |                         |             |                       |             |             |             |                     |    |       |       |       |       |       |       |       |  |
|  |             |                         |             |                       |             |             |             |                     |    |       |       |       |       |       |       |       |  |
|  | 3           | Club Voleibol Emevé     | 25          | 25                    | 25          |             |             |                     |    |       |       |       |       |       |       |       |  |
|  | 3           | Club Voleibol Emevé     | 25          | 25                    | 25          |             |             |                     |    |       |       |       |       |       |       |       |  |
|  | 0           | Podes i Tales Manacor   | 18          | 21                    | 20          |             |             |                     |    |       |       |       |       |       |       |       |  |
|  | 0           | Podes i Tales Manacor   | 18          | 21                    | 20          |             | 3           | Club Voleibol Emevé |    |       |       |       |       |       |       |       |  |
|  |             |                         |             |                       |             |             |             | Club Voleibol Emevé |    |       |       |       |       |       |       |       |  |
|  |             |                         | 0           | Club Voleibol Leganés | 20          | 14          | 31          |                     |    |       |       |       |       |       |       |       |  |
|  | 3           | Club Voleibol Leganés   | 0           | Club Voleibol Leganés | 20          | 14          | 31          | 25                  | 25 | 25    |       |       |       |       |       |       |  |
|  | 3           | Club Voleibol Leganés   |             |                       |             |             |             | 25                  | 25 | 25    |       |       |       |       |       |       |  |
|  | 0           | Aldebarán San Sadurniño | 21          | 18                    | 21          |             |             |                     |    |       |       |       |       |       |       |       |  |
|  | 0           | Aldebarán San Sadurniño | 21          | 18                    | 21          |             |             |                     |    |       |       |       |       |       |       |       |  |
|  |             |                         |             |                       |             |             |             |                     |    |       |       |       |       |       |       |       |  |

| Predecesor: Copa del Príncipe 2017 San Sadurniño | 'Copa del Príncipe 2018' Leganés | Sucesor: Copa del Príncipe 2019 Badajoz |